# Кольский уезд
Ко́льский уе́зд (в 1899—1921 годах Алекса́ндровский уе́зд, в 1920—1921 также Му́рманский уе́зд) — административная единица в составе Архангелогородской губернии, Вологодского наместничества, Архангельского наместничества и Архангельской губернии, существовавшая до 1921 года. Центр — город Кола (с 1899 — Александровск, с 1917 — Мурманск (де-факто)).

## География
Кольский уезд занимал северо-западную часть Архангельской губернии между 69°57' и 66°3' с. ш. и 28°51' и 41°28' в. д. В состав его входили Кольский полуостров, озеро Имандра и пространство к западу от него до границы Норвегии и Финляндии на западе и Кемского уезда на юге. Западная граница начиналась от южного берега Варангер-Фьорда, несколько восточнее реки Паз, шла приблизительно в южном направлении, круто поворачивала на северо-запад, пересекала устье реки Паз, охватывала незначительный участок на её западном берегу и шла далее по Пазу до границы Финляндии. Граница с Финляндией шла в южном, потом в юго-восточном направлении до границы Кемского уезда; оттуда граница шла на восток до Кандалакшского залива. Южную и восточную границу уезда составляло Белое море. Северную границу от мыса Святой Нос до границы Норвегии составлял Северный Ледовитый океан. Площадь уезда была равна 155,2 тыс. км².

## История
Юридически Кольский уезд был оформлен во время административной реформы Петра I в 1708 году, когда он был включён в состав Архангелогородской губернии. 

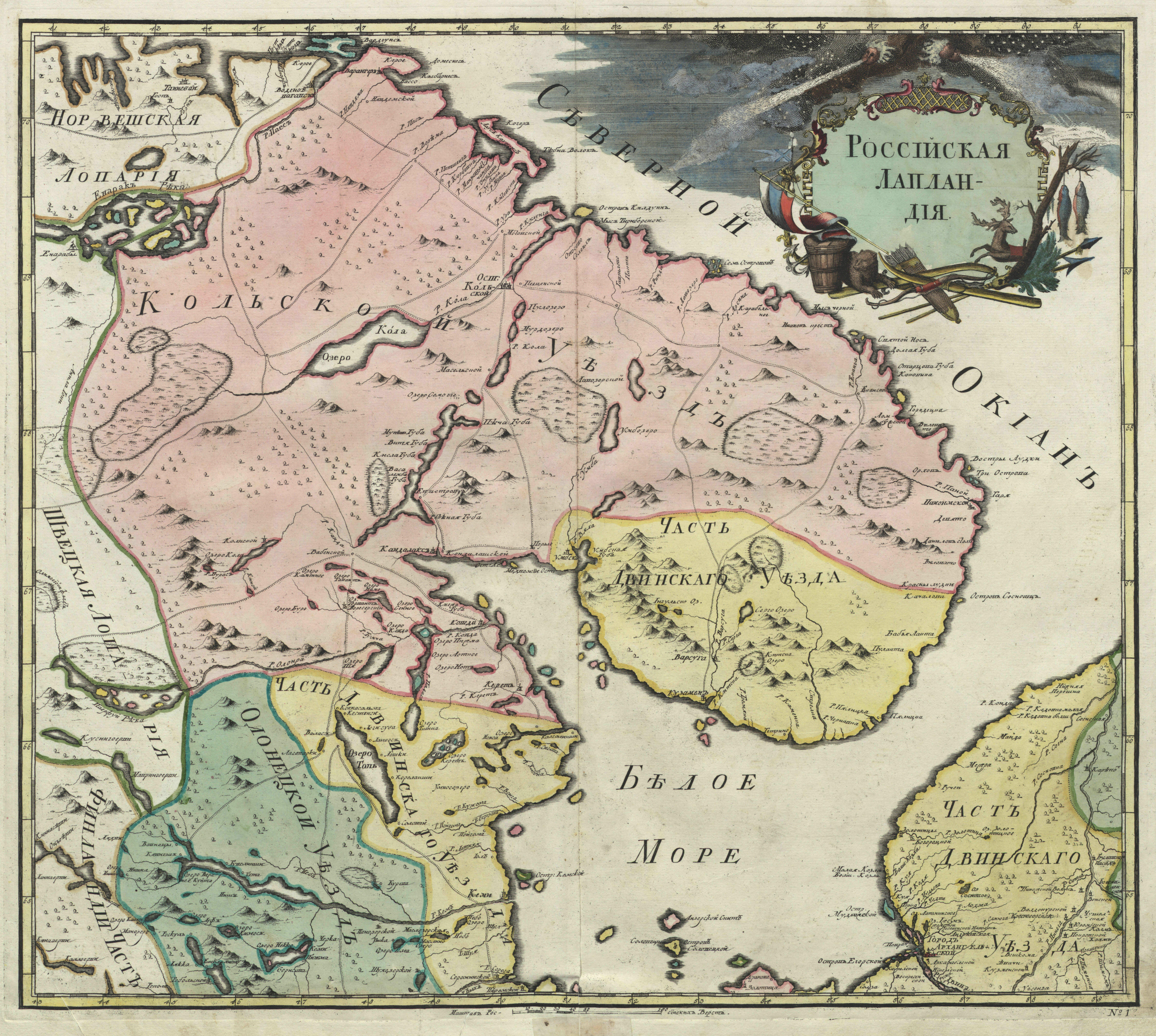
Кольский уезд, 1745 год

При учреждении провинций в 1719 году Кольский уезд отошёл к Двинской провинции Архангелогородской губернии, в составе которой и оставался до 1775 года, когда деление на провинции было упразднено. В 1780 году Архангелогородская губерния была упразднена, и Кольский уезд отошёл к Архангельской области Вологодского наместничества. В 1784 году Архангельская область была преобразована в самостоятельное Архангельское наместничество. 

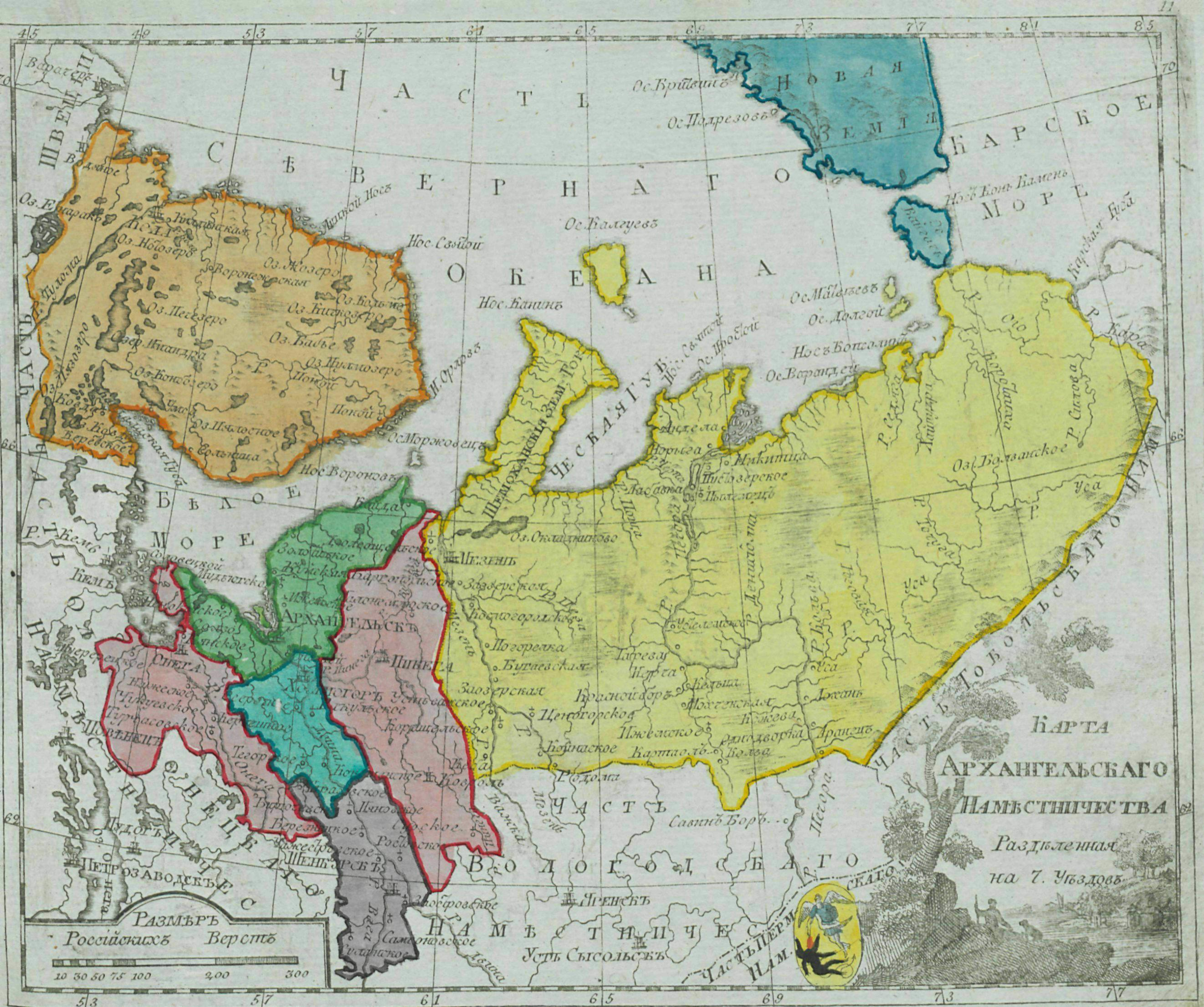
Кольский уезд, 1792 год

В 1796 году Архангельское наместничество стало именоваться Архангельской губерний.
В 1859 году Кольский уезд был упразднён, а его территория отошла к Кемскому уезду. Вновь уезд был восстановлен в 1883 году. 7 июля 1899 года центр уезда был перенесён в новосозданный город Александровск, а сам уезд переименован в Александровский.
I съезд Советов рабочих, крестьянских и рыбацких депутатов Александровского уезда 24 марта 1920 года переименовал Александровский уезд в Мурманский уезд, так как де-факто центром уезда к тому времени являлся Мурманск. 13 апреля 1920 года это решение было утверждено пленумом Архангельского губисполкома. Однако ВЦИК переименование не утвердил, поэтому в течение 15 месяцев уезд в уездных и губернских документах назывался Мурманским, а в документах центральных органов власти — Александровским. Декретом ВЦИК от 13 июня 1921 года Александровский (или Мурманский) уезд вышел из состава Архангельской губернии и был преобразован в отдельную Мурманскую губернию, при этом волости были непосредственно подчинены Мурманской губернии.

## Население
По данным переписи 1897 года в уезде проживало 9 291 чел. В том числе русские — 63,1 %; саамы — 18,7 %; финны — 11,7 %; карелы — 2,8 %; норвежцы — 2,0 %; коми — 1,3 %. В городе Кола проживало 615 чел.
В 1905 году в уезде проживало 10 645 чел, из них в Александровске — 557 чел., в Коле — 572 чел.

## Административное деление
При воссоздании Кольского уезда в 1883 году он включал 6 волостей — Кольско-Лопарскую, Кузоменскую, Мурманско-Колонистскую, Понойскую, Тетринскую и Умбскую.
В 1905 году Александровский уезд делился на 6 волостей:
| № п/п | Волость                | Центр        | Население, чел. |
| ----- | ---------------------- | ------------ | --------------- |
| 1     | Кольско-Лопарская      | г. Кола      | 2735            |
| 2     | Кузоменская            | с. Кузомень  | 1846            |
| 3     | Мурманско-Колонистская | кол. Княжуха | 1680            |
| 4     | Понойская              | с. Поной     | 680             |
| 5     | Тетринская             | с. Тетрино   | 1438            |
| 6     | Умбская                | с. Умба      | 1137            |

В 1912 году из Кольско-Лопарской волости была выделена Териберская волость.
К 1920 году Мурманско-Колонистской волости было возвращено первоначальное название — Печенгская волость.
Двумя постановлениями Мурманского уездного исполкома от 1 июня 1920 года изменился состав уезда: из состава Кольско-Лопарской волости были выведены четыре погоста, образовавшие Ловозерскую волость, а из Териберской волости были выделены несколько колоний и объединены во вновь образованную Александровскую волость.

## Населённые пункты
Крупнейшие населённые пункты по переписи населения 1897 года, жит.:
- с. Варзуга — 793;
- с. Кузомень — 738;
- г. Кола — 615.